# Andreas Englisch
Andreas Englisch (Werl, 6 giugno 1963) è un giornalista e scrittore tedesco.

Considerato il principale vaticanista tedesco, ha raggiunto una discreta notorietà in Italia partecipando, come opinionista, a varie trasmissioni televisive, ma il vero exploit di popolarità lo ha raggiunto allorché è stato componente della giuria, in rappresentanza della stampa estera, nel programma televisivo andato in onda a febbraio 2010 su Rai 2 Il più grande (italiano di tutti i tempi) condotto da Francesco Facchinetti, memorabili le sue prese di posizione estreme: «In Germania Mina nessuno sa chi sia!» e le sue conseguenti litigate con Mara Venier, altra componente della giuria.

## Biografia
Englisch vive e lavora periodicamente in Italia, e più precisamente a Roma, ove ha ricoperto il ruolo di capo ufficio stampa della casa editrice tedesca Axel Springer dal 1987 al 1996. Oggi è scrittore e vaticanista per la Bild Zeitung.

## Libri
- Il dio silenzioso dei lupi (Der stille Gott der Wölfe, 1995)
- La pratica di San Pietro (Die Petrusakte, 1998)
- Giovanni Paolo II - Il mistero di Karol Wojtyla (2004)
- Giovanni Paolo II. La sua vita in immagini (2005)
- Habemus Papam. Da Giovanni Paolo II a Benedetto XVI (2005)